# Reynold Cheruiyot
Reynold Kipkorir Cheruiyot (30 luglio 2004) è un mezzofondista keniota.

## Record del mondo
Under-20
- Miglio: 3'48"06 ( Eugene, 16 settembre 2023)

## Palmarès
| Anno | Manifestazione     | Sede     | Evento          | Risultato  | Prestazione | Note                          |
| ---- | ------------------ | -------- | --------------- | ---------- | ----------- | ----------------------------- |
| 2022 | Mondiali juniores  | Cali     | 1500 m piani    | Oro        | 3'35"83     |                               |
| 2023 | Mondiali di cross  | Bathurst | Corsa juniores  | Argento    | 24'30"      |                               |
| 2023 | Mondiali di cross  | Bathurst | A squadre       | Oro        | 22 p.       |                               |
| 2023 | Africani juniores  | Ndola    | 1500 m piani    | Oro        | 3'33"65     |                               |
| 2023 | Mondiali           | Budapest | 1500 m piani    | 8º         | 3'30"78     |                               |
| 2023 | Mondiali su strada | Riga     | Miglio          | 22º        | 4'05"91     | Miglior prestazione personale |
| 2024 | Mondiali di cross  | Belgrado | Staffetta mista | Oro        | 22'15"      |                               |
| 2024 | Giochi Olimpici    | Parigi   | 1500 m piani    | Semifinale | 3'35"32     |                               |

## Campionati nazionali
2024
- Oro ai campionati kenioti di corsa campestre, cross corto - 5'32"

2025
- Oro ai campionati kenioti, 1500 m piani - 3'37"23
- Argento ai campionati kenioti di corsa campestre, cross corto - 6'16"

## Altre competizioni internazionali
2022
- Argento all'Hanžeković Memorial ( Zagabria), 3000 m piani - 7'38"83
- Oro all'ISTAF Berlin ( Berlino), 1500 m piani - 3'35"02
- 9º alla World 10K Bangalore ( Bangalore) - 28'46"
- 26º all'Agnes Tirop Cross Country Classic ( Eldoret) - 31'56"

2023
- Argento al Memorial Van Damme ( Bruxelles), 2000 m piani - 4'48"14
- 5º al Prefontaine Classic ( Eugene), miglio - 3'48"06
- Bronzo al Kamila Skolimowska Memorial ( Chorzów), 1500 m piani - 3'30"30
- 8º al Weltklasse Zürich ( Zurigo), 1500 m piani - 3'31"97

2024
- 6º al Prefontaine Classic ( Eugene), miglio - 3'48"59
- 6º alla Weltklasse Zürich ( Zurigo), 1500 m piani - 3'32"15
- Bronzo al Doha Diamond League ( Doha), 1500 m piani - 3'32"96

2025
- Oro alla Doha Diamond League ( Doha), 5000 m piani - 13'16"40
- 5º al Prefontaine Classic ( Eugene), miglio - 3'47"76
- 6º al Golden Gala ( Roma), 1500 m piani - 3'30"94
- Argento al Meeting international Mohammed VI d'athlétisme de Rabat ( Rabat), 1500 m piani - 3'31"78